# Eddy Clearwater
Eddy Clearwater (Macon, 1935. január 10. – Skokie, 2018. június 1.) amerikai bluesénekes, gitáros, dalszerző.

## Pályafutása
Eddyt cherokee nagymamája nevelte fel. Családja 1948-ban Birminghambe költözött. A bluesharmonikás Carey Bell az unokatestvére volt. Eddy Clearwater tizenháromévesen kezdett el gitározni balkezesen és fejjel lefelé állva képezte magát. Elkezdett fellépni gospelénekesekkel, köztük a Five Blind Boys of Alabama-val.
1950-ben Chicagóba költözött, ahol túlnyomórészt gospelt játszott. Aztán Magic Sammel, Otis Rush-sal és másokkal együtt fejlesztette ki saját  bluesjátékát.
Chicagóban, ahol egy nagybátyjánál mosogatásért cserében élt, megismerkedett a város számos blueszenészével, köztük Otis Rush-val (aki szintén balkezes volt) és Magic Sammel. Chuck Berry zenéjétől ihletve Clearwater elkezdte játszani Berry néhány dalát. 1953-ban − még Guitar Eddy néven − rendszeresen kezdett dolgozott chicagói bárokban.
Első kislemezét, a Berry-stílusú „Hill Billy Blues”-t 1958-ban vették fel nagybátyja Atomic H kiadójánál. Felvett még néhány kislemezt is néhány helyi rádió számára. Az 1960-as és 1970-es években folyamatosan dolgozott. Az első blueszenészek között volt, akik sikert arattak a chicagói North Side főiskolai közönség körében. Rendszeres szombati fellépő volt a Kingston Mines bluesklub színpadán.
Clearwater leginkább az 1950-es évektől lett ismert a chicagói bluesszínpadon. Fellépett az Egyesült Államokban Chicago környékén és nemzetközi bluesfesztiválokon is: Franciaországban, Németországban, Dániában, Svédországban, Lengyelországban, Törökországban és Hollandiában.
Gyakran indián fejdíszben lépett fel. 83 éves korában szívelégtelenségben halt meg otthonában, 2018. június 1-jén.

## Diszkográfia
- Black Night (1979)
- The Chief (1980)
- Two Times Nine (1981)
- Flimdoozie (1986)
- Blues Hang Out (1989)
- Real Good Time: Live! (1990)
- Help Yourself (1992)
- Live at The Kingston Mines (1978, 1992)
- Boogie My Blues Away (1995)
- Mean Case of the Blues (1996)
- Cool Blues Walk (1998)
- Chicago Blues Session, vol. 23, live (1998)
- Chicago Daily Blues (1999)
- Reservation Blues (2000)
- Rock 'n' Roll City, with Los Straitjackets (2003)
- West Side Strut (2008)
- Soul Funky, with Ronnie Baker Brooks és Billy Branch (2014)

## Díjak
- 2004: Grammy-díj jelölés a Los Straitjackets-szel